# باول جونسون (لاعب دوري الرغبي)
باول جونسون (بالإنجليزية: Paul Johnson)‏ هو لاعب دوري الرغبي بريطاني، ولد في 13 مارس 1988 في سانت هلنز في المملكة المتحدة.